# Vraux
Vraux es una comuna francesa situada en el departamento de Marne, en la región de Gran Este.

## Demografía
| 301 | 315 | 311 | 309 | 329 | 391 | 452 |
| Para los censos de 1962 a 1999 la población legal corresponde a la población sin duplicidades (Fuente: INSEE [Consultar]) |     |     |     |     |     |     |